# Passaiyoor
Passaiyoor är en administrativ by i Sri Lanka.   Den ligger i provinsen Nordprovinsen, i den norra delen av landet, 300 km norr om huvudstaden Colombo. Passaiyoor ligger vid sjön Tuvil Kulam.